# Silke Gnad
Silke Gnad, född Thiel (tidigare Fittinger) den 20 november 1966 i Stralsund, Östtyskland, är en tysk före detta handbollsspelare.

## Karriär
Silke Thiel började i sin ungdom spela för ASV Vorwärts Stralsund. År 1980 flyttades hon till idrottsskolan i Frankfurt (Oder). Hon debuterade i Oberliga 1984 med ASK Vorwärts Frankfurt. Med klubben blev hon bland annat östtysk mästare tre gånger. 1986 debuterade hon för Östtysklands damlandslag i handboll.  
Sommaren 1990 flyttade hon till TuS Walle Bremen. Under de sju år hon spelade i Bremen fortsatte hon att vinna framgångar och blev tysk mästare fyra gånger och vann cupen tre gånger med laget. Med det tyska landslaget blev hon tvåa i EM 1994 och i All Star team som turneringens vänsterytter. Hon spelade också i OS i Barcelona 1992. Silke Gnad spelade 140 landskamper och antecknades för 390 mål i landslaget.
1996 bytte hon klubb till ligarivalen Borussia Dortmund i två år. Hon spelade sedan i Italien under två år för Vigasio Verona. År 2000 återvände hon till Tyskland och gick till andra bundesligaklubben SV Teutonia Riemke. Med klubben vann hon ett avancemang till första divisionen. År 2002 flyttade hon till den regionala ligaklubben HG Remscheid. Fram till maj 2012 var Silke Gnad assisterande tränare i HSV Solingen-Gräfrath. När det behövdes spelade hon också själv. 

## Privatliv
Silke Gnad har en yrkesutbildning som massör och medicinsk livräddare. Hon var gift första gången 1993 med Andreas Fittinger. 1995 gifte hon om sig med basketspelaren Hansi Gnad. Hon bor i Burscheid och driver en massagepraktik där.

## Meriter i klubblag
- EHF-cupen med ASK Vorwärts Frankfurt 1985 och 1990
- Östtysk mästare med ASK Vorwärts Frankfurt 1985, 1986 och 1990
- Tysk mästare med TuS Walle Bremen 1991, 1992, 1994 och 1995
- Vinnare av tyska cupen med TuS Walle Bremen 1993, 1994 och 1995
- Cupvinnarcupen i handboll vinnare 1994

## Individuella utmärkelser
- Bästa vänsterytter i EM 1994
- Årets DDR-handbollsspelare 1989